# 银河奖

银河奖标识

银河奖（原中国科幻银河奖）是中国幻想小说（主要对象为科幻小说，后加入其他相关项目评选）界的最高荣誉奖项，也是中国大陆惟一的科幻小说奖。始于1985年，自1992年起确定为年度颁奖，获奖作品代表着中国大陆科幻创作的最高水平。

## 歷史
1984年，《科学文艺》（现在的《科幻世界》）和《智慧树》两家科普杂志各刊文宣布联合举办“中国科幻小说征文”，计划次年起刊发优秀征文，当时尚未有“银河奖”的名称。但未及颁奖《智慧树》就于1985年停刊，故之后银河奖便由《科学文艺》独自主持。首届银河奖颁奖典礼于1986年5月在成都举行。“银河奖”之名来自时任副总编谭楷的一首诗《银河礼赞》。
1986年-1992年，银河奖仅颁给科幻小说，之后1993年设立了“科幻美术奖”；2003年设立“最佳新人奖”；2004年无“最佳新人奖”，设“特别奖”和“最受欢迎的外国科幻作家”；2005年无“特别奖”，设“最佳新人奖”。
2001年起奖项改为“银河奖”和“读者提名奖”。
2007年，“中国科幻银河奖”正式更名为“银河奖”。在原有的“科幻小说奖”和“年度最受欢迎的外国科幻作家奖”基础上，增设三项大奖，即长篇奇幻小说奖、中短篇奇幻小说奖和科幻美术奖。
2014年起，银河奖作品的评选范围不再仅限于科幻世界的出版物，并设立“最佳图书奖”“最佳科幻游戏奖”“最佳网络科幻小说奖”等奖项。
2021年11月19日举行第32届银河奖颁奖典礼，受新冠疫情影响，首次线上直播进行。本届首次颁发少儿类奖项。